# باش‌کند (شهرستان لیلک)
باش‌کند (به لاتین: Beshkent) یک منطقهٔ مسکونی در قرقیزستان است که در شهرستان لیلک واقع شده‌است. باش‌کند ۳٬۶۱۰ نفر جمعیت دارد و ۷۸۵ متر بالاتر از سطح دریا واقع شده‌است.